# 大衛·納托爾
大衛·納托爾（David Nuttall，1962年3月25日—）是一位英格蘭政治人物，他的黨籍是保守黨。他出生在雪費爾。自2010年開始，他擔任北貝里選區選出的英國下議院議員，至2017年失去議席。